# Picknick im Pyjama
Picknick im Pyjama (Originaltitel: The Pajama Game) ist eine US-amerikanische Verfilmung des gleichnamigen Musicals aus dem Jahr 1957 mit Doris Day in der Hauptrolle. Als literarische Vorlage für Musical und Film diente der Roman 7½ Cents von Richard Bissell, der auch an der Entstehung des Drehbuchs beteiligt war. Die Songs stammen von Richard Adler und Jerry Ross, während die Choreografien von Bob Fosse beigesteuert wurden.

## Handlung
Sid Sorokin ist der neue Betriebsleiter einer Pyjama-Fabrik in Cedar Rapids, Iowa. Dort verliebt er sich schon bald in die hübsche Arbeiterin Babe Williams, der er bei einem Picknick des Betriebs näherkommt. Ungünstigerweise ist Babe Mitglied der Arbeitergewerkschaft, die eine Lohnerhöhung von 7 ½ Cents pro Stunde fordert. Da der Manager der Fabrik nicht bereit ist, mehr Lohn zu zahlen, entsteht ein Tarifkonflikt, bei dem sich Sid und Babe an den gegensätzlichen Fronten unerbittlich gegenüberstehen.
Obwohl die Betriebsleitung die Belegschaft mit Entlassungen unter Druck setzt, reagieren die Arbeiter mit Streik und Sabotage der Produktion. Als Sid entdeckt, dass Babe absichtlich eine Maschine außer Betrieb setzt, sieht er sich gezwungen, sie zu entlassen. Als er jedoch herausfindet, dass die Lohnerhöhung schon vor Monaten vom Aufsichtsrat beschlossen wurde und sich der Manager das Geld in die eigene Tasche steckt, sorgt Sid dafür, dass die Arbeiter schließlich doch ihre Gehaltserhöhung bekommen. Als Babe davon erfährt, kehrt sie zu ihm zurück.

## Hintergrund
Für den Film wurde fast die komplette Originalbesetzung des Musicals The Pajama Game übernommen, das ab 1954 sehr erfolgreich am Broadway lief. Nennenswerte Ausnahme war Janis Paige, deren Rolle im Film von Doris Day gespielt wurde.
Die Filmpremiere fand am 29. August 1957 in New Yorks Radio City Music Hall statt. In Deutschland kam Picknick im Pyjama am 7. März 1958 in die Kinos.

## Musik- und Tanznummern
- The Pajama Game (Richard Adler/Jerry Ross): gesungen vom Ensemble
- Racing With the Clock (Adler/Ross): gesungen vom Ensemble
- I’m Not at All in Love (Adler/Ross): gesungen von Doris Day
- I’ll Never Be Jealous Again (Adler/Ross): gesungen von Eddie Foy Jr. und Reta Shaw
- Hey There (Adler/Ross): gesungen von John Raitt und später erneut von Doris Day
- Once-A-Year-Day! (Adler/Ross): gesungen von Doris Day, John Raitt und dem Ensemble
- Small Talk (Adler/Ross): gesungen von Doris Day, John Raitt und dem Ensemble
- There Once Was a Man (Adler/Ross): gesungen von Doris Day und John Raitt
- Hernando’s Hideaway (Adler/Ross): gesungen und getanzt von Carol Haney, mit John Raitt und dem Ensemble
- 7½ Cents (Adler/Ross): gesungen von Jack Straw, Doris Day und dem Ensemble
- Steam Heat (Adler/Ross): gesungen und getanzt von Carol Haney

## Kritiken
Bosley Crowther von der New York Times fand, dass das Musical auf der Leinwand „genauso gut wie auf der Bühne“ sei. Es sei „frisch, lustig, lebhaft und melodisch“. Im Grunde sei alles am Film „großartig“, so auch die „frohen and kräftigen“ Farben und Doris Day, die als Neuzugang „genau richtig“ sei. Variety konstatierte, dass John Raitt den nötigen Ernst an den Tag gelegt habe, den seine Rolle als Betriebsleiter erfordere. Doris Day, die beim Singen „immer zuverlässig“ sei, habe ihre Rolle sogar „noch ein Stück glaubwürdiger“ gespielt als Raitt.
Time Out London bezeichnete Picknick im Pyjama als „wahrhaft fröhliche Adaption des Broadway-Musicals“. Das Herausragendste am Film sei dabei „Bob Fosses beeindruckende Choreografie“. Das Urteil des Lexikons des internationalen Films lautete: „Gags, Musik und Tanz in einer unterhaltsamen Doris-Day-Komödie.“

## Auszeichnungen
Bei der Verleihung der Laurel Awards 1958 belegte John Raitt den dritten Platz in der Kategorie Bester Hauptdarsteller in einem Musical. Zudem war der Film als bestes Musical nominiert. Des Weiteren erhielten George Abbott und Richard Bissell für ihr Drehbuch eine Nominierung für den Preis der Writers Guild of America.

## Deutsche Fassung
Eine deutsche Synchronfassung entstand 1957 in München.
| Rolle                     | Darsteller      | Synchronsprecher |
| ------------------------- | --------------- | ---------------- |
| Katherine „Babe“ Williams | Doris Day       | Ursula Traun     |
| Sid Sorokin               | John Raitt      | Lukas Ammann     |
| Vernon „Hinesie“ Hines    | Eddie Foy Jr.   | Klaus W. Krause  |
| Poopsie                   | Barbara Nichols | Maria Landrock   |
| Prez                      | Jack Straw      | Klaus Havenstein |
| Myron Hasler              | Ralph Dunn      | Ernst Konstantin |
| Max                       | Owen Martin     | Anton Reimer     |